# Иванищев, Георгий Степанович
Иванищев Георгий Степанович (1914—1968) — советский офицер, Герой Советского Союза (1.11.1943), генерал-майор (1959).

## Молодость
Родился 2 апреля 1914 года в селе Григорьевка Первая ныне Сакмарского района Оренбургской области в крестьянской семье. Русский. В 1933 году окончил среднюю школу. Работал заведующим культурно-просветительским отделом Октябрьского районного комитета комсомола Оренбургской области, с августа 1933 — пропагандистом и помощником политотдела по комсомолу Красновосточной машинно-тракторной станции, с августа 1934 — секретарём Екатериновского райкома ВЛКСМ Саратовского округа, с августа 1936 — заведующим отделом политической учёбы Оренбургского районного комитета комсомола. Окончил Высшую коммунистическую сельскохозяйственную школу.
В Красной Армии с ноября 1936 года. Служил в 44-м кавалерийском полку 11-й кавалерийской дивизии Белорусского военного округа (Пуховичи), в котором в сентябре 1937 года окончил полковую школу, а затем был командиром отделения, помощником командира взвода и старшиной роты в отдельном эскадроне связи дивизии. В январе 1938 года был зачислен курсантом в Харьковское военное училище связи, откуда в ноябре того же года переведён в Харьковское военно-политическое училище Красной Армии и в 1939 году окончил его. Член ВКП(б)/КПСС с 1939 года. С августа 1939 по октябрь 1940 года — помощник начальника отдела по комсомолу 132-й стрелковой дивизии в Одесском военном округе, затем направлен на учёбу в Военно-политическую академию имени В. И. Ленина.

## Великая Отечественная война

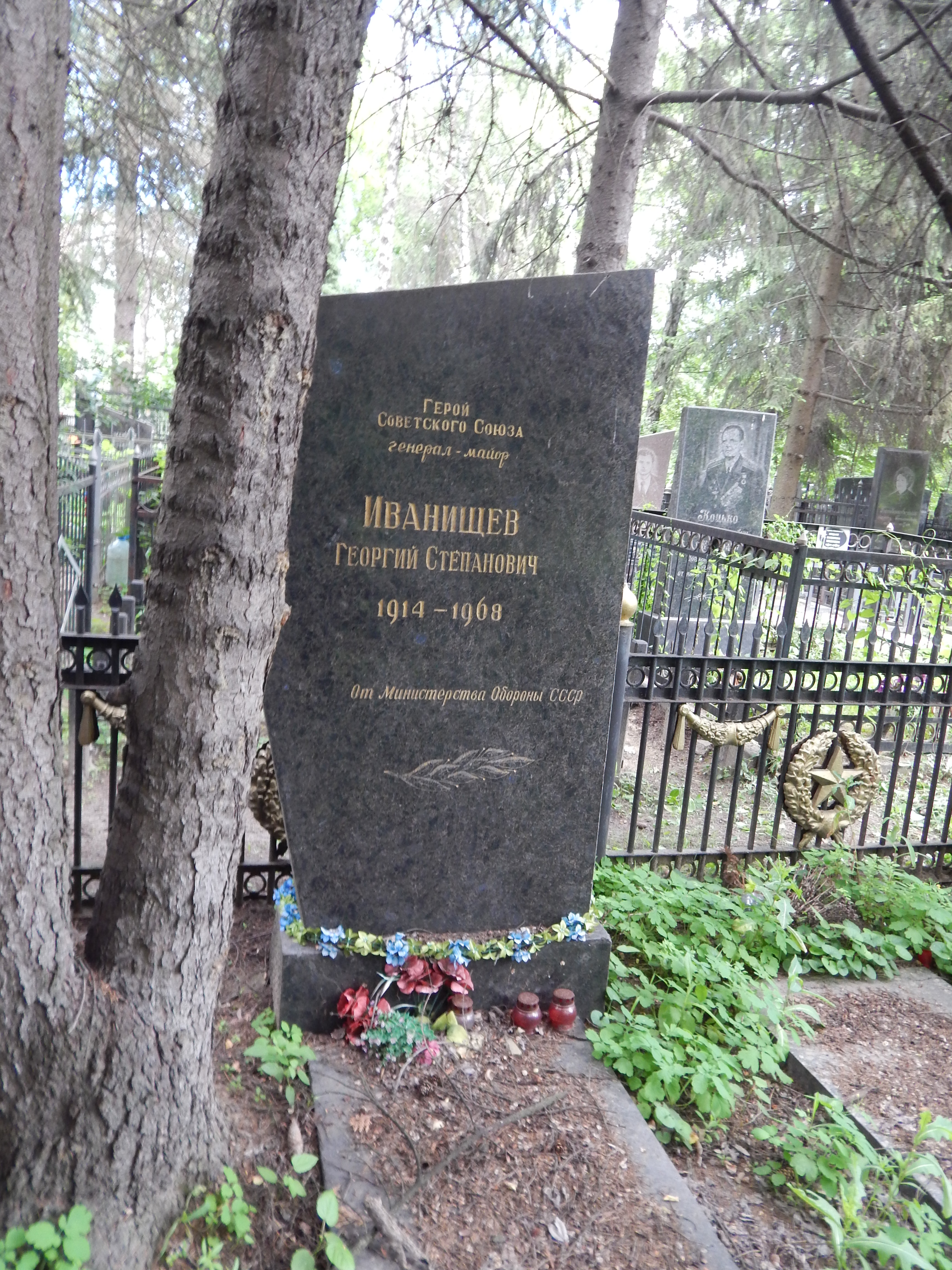
Могила на Девятом городском кладбище Харькова

После начала Великой Отечественной войны оставлен для продолжения учёбы в академии. Однако в критические дни битвы за Москву в октябре 1941 года включен в состав особой группы политработников и направлен на Западный фронт. Там он был назначен командиром батальона московского народного ополчения в 43-й армии на место убитого комбата и участвовал в оборонительных боях. 29 октября 1941 года был тяжело ранен.
После излечения возвращён в академию и в 1942 году окончил её. С мая 1942 года — военный комиссар 958-го стрелкового полка 299-й стрелковой дивизии, которая формировалась в Московском военном округе. В связи с крайне неблагоприятным развитием боевых действий на оборонительном этапе Сталинградской битвы в августе 1942 года ещё не завершившая формирование дивизия была спешно переброшена на Сталинградский фронт и передана в 66-ю армию. Оборонял Сталинград около двух месяцев, затем в конце октября направлен на переучивание для командной работы.
В 1943 году окончил курсы «Выстрел». С 19 февраля 1943 года — командир 366-го стрелкового полка 126-й стрелковой дивизии 51-й армии Южного фронта. Дивизия оборонялась на рубеже «Миус-фронта». В июне 1943 года майор Иванищев переведён командиром 550-го стрелкового полка в этой дивизии. С августа 1943 года участвовал в Донбасской наступательной операции, в том числе в освобождении города Горловка.
Командир 550-го стрелкового полка (126-я стрелковая дивизия, 51-я армия, 4-й Украинский фронт) подполковник Георгий Иванищев проявил исключительную отвагу в ходе битвы за Днепр, а именно в Мелитопольской фронтовой наступательной операция. В октябре 1943 года он умело руководил подразделениями полка при прорыве сильно укреплённой вражеской обороны и в боях за город Мелитополь Запорожской области Украинской ССР. Его стрелковый полк только 23 октября 1943 года отбил шестнадцать вражеских контратак и уничтожил большое количество живой силы и техники противника. Но несмотря на упорное сопротивление и контратаки врага, его полк успешно выполнил задачу по штурму Мелитополя, очистил от противника консервный завод, лесопитомник и железнодорожную станцию «Мелитополь 2-й». Бойцы полка уничтожили 29 танков, 4 самоходных орудия, 11 артиллерийских орудий, 17 миномётов, 12 автомашин, до 1780 солдат и офицеров противника. Сам командир полка находился в гуще боя и не только умело руководил полком, но и показывал своими действиями пример отваги и хладнокровия.
Указом Президиума Верховного Совета СССР от 1 ноября 1943 года «за образцовое выполнение боевых заданий Командования по прорыву укреплённой полосы немцев и освобождению города Мелитополь и проявленные при этом отвагу и геройство» подполковнику Иванищеву Георгию Степановичу присвоено звание Героя Советского Союза с вручением ордена Ленина и медали «Золотая Звезда» (№ 1292).
Продолжал успешно командовать полком и отличился в Крымской наступательной операции а апреле-мае 1944 года (тогда полк и дивизия действовали в составе 2-й гвардейской армии), но при этом в бою 1 мая 1944 года под Севастополем был тяжело ранен. Из госпиталя вышел в июле 1944 года и направлен на 3-й Украинский фронт.
С сентября 1944 года воевал заместителем командира 20-й гвардейской стрелковой дивизии в 57-й армии. С ноября дивизия сражалась в Апатин-Капошварской наступательной операции (тогда Иванищев отличился при формировании Дуная), затем в Будапештской наступательной операции. Тогда ему было поручено возглавить сводный передовой отряд 6-го гвардейского стрелкового корпуса и обходить Будапешт с юга. Выполняя эту задачу, в бою 18 декабря 1944 года под городом Капошвар был опять тяжело ранен, в феврале 1945 года вернулся в дивизию. 10 марта 1945 года он был временно назначен военным советником в 10-ю пехотную дивизию 1-й болгарской армии и участвовал в Балатонской оборонительной операции, когда болгарские части сумели остановить немецкое наступление с плацдарма у города Драва Саболч, а затем и полностью уничтожить этот плацдарм. За эти бои награжден болгарским орденом «За храбрость».
23 марта 1945 года вступил во временное командование 20-й гвардейской стрелковой дивизией (прежний командир генерал-майор Н. М. Дрейер назначен командиром корпуса), во главе которой участвовал в Венской и Грацско-Амштеттенской наступательной операции. Когда 9 мая весь мир праздновал Победу, его дивизия с боем освобождала город Грац в Австрии.

Дивизию принял ... Герой Советского Союза полковник Георгий Степанович Иванищев. Мы уже хорошо знали Георгия Степановича как волевого, смелого, инициативного и грамотного командира. К офицерам штаба он относился уважительно, прислушивался к их мнению, но решения принимал самостоятельно и твердо проводил в жизнь.— Бологов Ф. П. В штабе гвардейской дивизии. — М.: Воениздат, 1987. — 255 с. — (Военные мемуары). — С.243.
За годы войны был ранен 5 раз.

## Послевоенная служба
После войны продолжал службу в Советской Армии. Исполнял обязанности командира дивизии до августа 1945 года, когда прибыл её новый командир, затем вернулся к своей должности заместителя командира дивизии. С января 1946 года — заместитель командира 68-й гвардейской стрелковой дивизии. С июня 1946 — командир 187-го гвардейского стрелкового полка 61-й гвардейской стрелковой дивизии, с декабря 1946 — командир 81-го гвардейского механизированного полка 25-й гвардейской механизированной дивизии. В декабре 1950 года направлен на учёбу.
В 1952 году он окончил Высшую военную академию имени К. Е. Ворошилова. С ноября 1952 — начальник штаба 25-й танковой дивизии 8-й механизированной армии в Прикарпатском военном округе, с февраля 1953 — начальник штаба 31-й танковой дивизии. С мая 1954 — военный советник командира механизированной дивизии Национальной народной армии Германской Демократической Республики. С декабря 1955 — первый заместитель начальника отдела боевой подготовки 4-й гвардейской механизированной армии в Группе советских войск в Германии. С мая 1956 года — командир 21-й гвардейской механизированной дивизии в 8-й гвардейской армии также в ГСВГ. С июля 1958 года — начальник Дальневосточного суворовского военного училища (ныне — Уссурийское СВУ). С июля 1964 года гвардии генерал-майор Г. Иванищев — в запасе.
Жил в Харькове. Скончался 12 марта 1968 года.

## Награды
- Герой Советского Союза (1.11.1943)
- орден Ленина (1.11.1943)
- 2 ордена Красного Знамени (26.09.1943, 20.12.1956)
- орден Богдана Хмельницкого 2-й степени (28.04.1945)
- орден Кутузова 3-й степени (16.05.1944)
- орден Красной Звезды (13.06.1952)
- Медаль «За боевые заслуги» (30.04.1947)
- Медаль «За оборону Москвы» (1944)
- Медаль «За оборону Сталинграда» (1943)
- другие медали[2]
- Орден «За храбрость» 4-й степени 1-го класса (Болгария, 19.05.1945)

## Отзывы
Полк Иванищева стоял в острие клина за Перекопом, и ему предстояло нанести первый удар по Армянску. От этого удара зависело многое. Если бы действия Иванищева оказались неудачными, прорыв перекопских укреплений не мог бы быть осуществлен так молниеносно и блистательно.<...> И он решил подготовить смертельный удар, удар наверняка. Для этого по его приказанию были вырыты точно такие же укрепления, какие были у немцев на его участке. Он поочередно посылал подразделения своего полка штурмовать эти укрепления, ведя пехоту за огневым валом пушек и миномётов.
Когда пришёл день штурма, каждый солдат знал точно свою цель и путь к её достижению. Всё, что мог придумать враг, было заранее предусмотрено. И победа оказалась потрясающей. Полк Иванищева, который нёс главную тяжесть удара по немцам под Перекопом, потерял за часы прорыва всего 14 человек убитыми. Сотням бойцов сохранил командир жизнь, потому что не жалел сил для изучения врага.
— Савва Голованивский. «Время и люди». «Известия», 23 июня 1944 года

Иванищев научил каждого бойца действовать наилучшим образом. Когда подразделения Иванищева после трёхчасовой артиллерийской подготовки поднялись в атаку, каждый красноармеец знал цель, которую он должен поразить, знал бугорок, за которым он может укрыться, знал траншею, по которой немец может уйти, и знал, как не допустить, чтобы враг ушел.
Это было поразительное торжество обученности, знания, точного расчета и безошибочного удара. В течение трех часов были прорваны все линии немецких укреплений у Перекопского вала и взят город Армянск. 
— Савва Голованивский. «Герои боев за Крым». «Известия», 22 апреля 1944 года

## Память
- Именем Героя Советского Союза Г. С. Иванищева названа улица города Армянска.[3]
- Мемориальная доска установлена на доме в Харькове, где жил Г. С. Иванищев (пр. Науки, д. 41/43).[4]
- Бюст Г. С. Иванищева установлен на Аллее Героев в Мелитополе.